# ATV (turkisk TV-kanal)
ATV (Actif Television) är en turkisk privat TV-kanal grundad 1994. Kanalen sände bland annat den populära sitcomen Avrupa Yakası. ATV ägs sedan 2007 av Çalık Grubu, en del av Çalık Holding.
Även namn på ett brittiskt TV-bolag. For Mr Moon